# Canon EOS C300
La Canon EOS C300 és una càmera de cinema digital del rang Cinema EOS. Canon la va presentar el 3 de novembre del 2011. La càmera s'oferia amb dues opcions de muntura, Canon EF o Arri PL, i està disponible des del gener del 2012. El setembre del 2015 Canon tragué al mercat una versió millorada d'aquest model, la Canon EOS C300 Mark II.
El 2012 aquesta càmera va guanyar el premi de Technical Image Press Association (TIPA), com a millor videocàmera professional.

## Especificacions
- Sensor CMOS Super 35 de 8,3 Mpx (3840x2160 resolució QFHD).[4][5]
- Processador DIGIC DV III.
- Canon XF Codec.
- Dos entrades per a targetes Compact Flash.
- L'exposició i l'enfocament són només manuals.
- Bateries compatibles: BP-955 i BP-975.
- Aquest model es venia com un sistema, incloent-hi un monitor LCD amb una unitat d'àudio XLR, una empunyadura lateral i superior.
- Disponible des del gener de 2012.
- Preu: aproximadament 14.000 €.

## Usos en cinema
Per a la filmació de la seva pel·lícula Möbius, Vincent Laforet tingué accés a la Canon EOS C300 abans que sortís a la venda.
A més, la C300 s'emprà juntament amb altres DSLR de Canon, com per exemple la Canon EOS 5D Mark II, una càmera que utilitza fotografia infraroja, en el rodatge del curtmetratge When you find me, dirigit per Bryce Dallas Howard i produït pel seu pare, Ron Howard.
Aquesta també es va usar muntada en un dron per gravar imatges aèries a la pel·lícula de baix pressupost de Kevin Macdonald How I Live Now (2013).

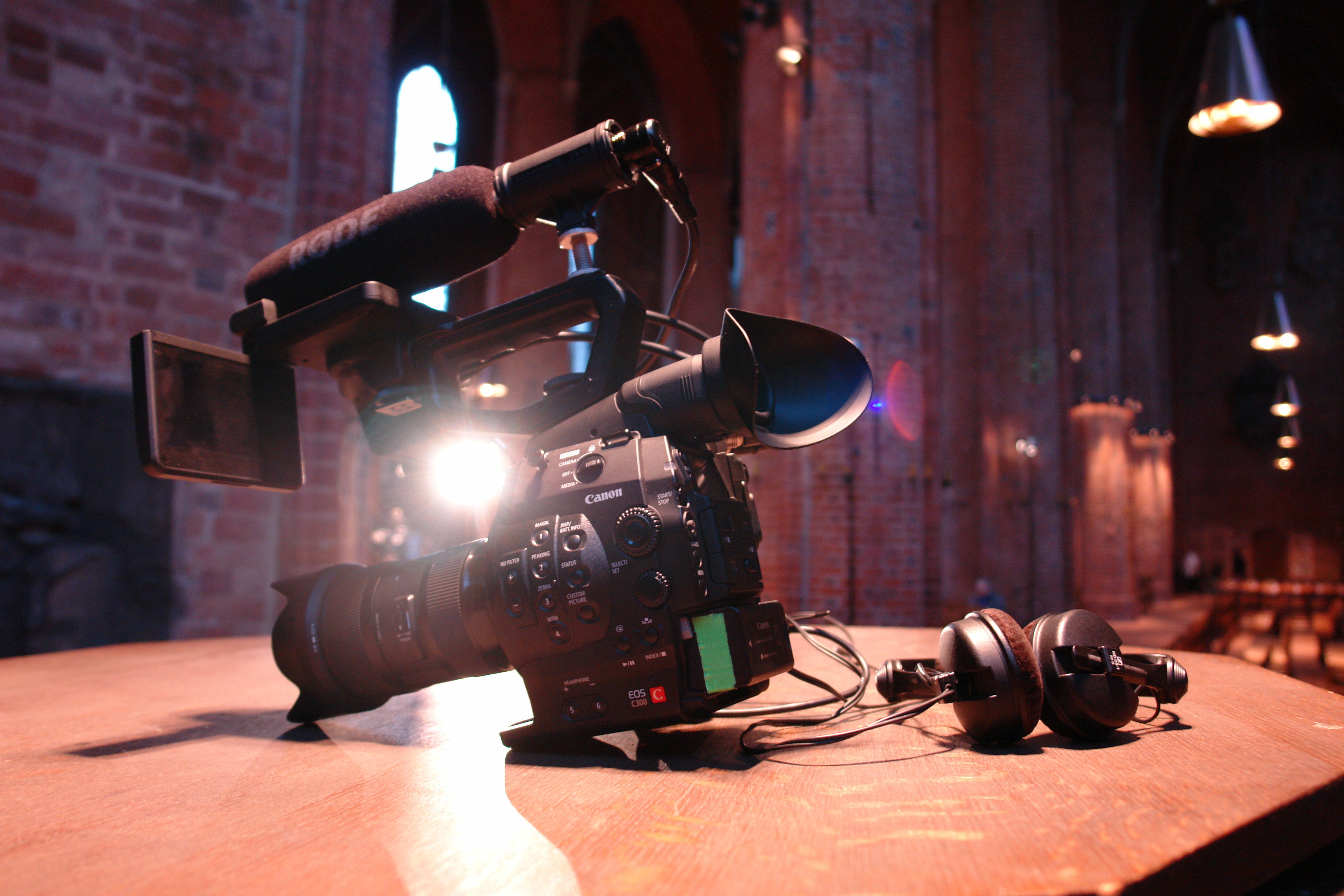
Canon EOS C300 amb sistema d'accessoris